# LTU Technologies
LTU - LTU Technologies ou LTU Tech - est une entreprise française fournissant des technologies de reconnaissance et de recherche visuelle multimédia, active depuis 1999. 
Elle a été fondée par des chercheurs du MIT, Oxford et de l’INRIA, à partir du moteur Image-Seeker. Les applications visées concernent le domaine militaire, l’investigation policière (ex : vols d’objets d’art), les applications mobiles pour le commerce en ligne et l'édition, la protection des marques et du copyright,.
LTU a participé au projet Quaero. 